# Condado de Gillespie
O condado de Gillespie é um dos 254 condados do estado norte-americano do Texas. A sede do condado é Fredericksburg, e sua maior cidade é Fredericksburg.
O condado possui uma área de 2 749 km² (dos quais 1 km² estão cobertos por água), uma população de 20 814 habitantes, e uma densidade populacional de 8 hab/km² (segundo o censo nacional de 2000).
O condado foi criado em 1848.